# Рачишће
Рачишће је насељено место у саставу града Корчуле, на острву Корчули, Дубровачко-неретванска жупанија, Република Хрватска.

## Географија
Рачишће се налази на северној страни острва Корчуле, а на јужној страни обале малог истоименог залива, у Пељешком каналу, око 13 km западно од места Корчуле, с којом је повезана локалним путем преко засеока Кнеже.
Пристаниште, у дну залива, је заштићено са 60 м дугим лукобраном на чијем крају се налази светионик. Дубина мора при лукобрану је око 3,5 m. Сидриште за бродове је на средини залива, са лукобраном, где дубина мора износи око 6 m.
Из поморске карте се види да светионик шаље светлосни сигнал: Z Bl 3s, са дометом од 4 mi (6,4 km).

## Историја
До територијалне реорганизације у Хрватској налазило се у саставу старе општине Корчула.
Рачишће су основале избеглице из Макарског приморја пред Османлијама у другој половини 17. века. Око 1730. ту су се населиле и избеглице из Херцеговине.
У насељу постоји црква Богородице из 1682. године. У центру насеља, се налази барокна црква Светог Николе подигнута у 19. веку.
У заливу Самоград се налази подземна пећина, где су пронађени остаци из праисрорије.

## Становништво
На попису становништва 2011. године, Рачишће је имало 432 становника.
У прошлости становништво се углавном бавило риболовом, сточарством и пољопривредом, а било је и доста помораца. Данас се мештани, углавном поморци, све више окрећу туризму.
| Број становника по пописима | Број становника по пописима | Број становника по пописима | Број становника по пописима | Број становника по пописима | Број становника по пописима | Број становника по пописима | Број становника по пописима | Број становника по пописима | Број становника по пописима | Број становника по пописима | Број становника по пописима | Број становника по пописима | Број становника по пописима | Број становника по пописима | Број становника по пописима |
| --------------------------- | --------------------------- | --------------------------- | --------------------------- | --------------------------- | --------------------------- | --------------------------- | --------------------------- | --------------------------- | --------------------------- | --------------------------- | --------------------------- | --------------------------- | --------------------------- | --------------------------- | --------------------------- |
| 1857                        | 1869                        | 1880                        | 1890                        | 1900                        | 1910                        | 1921                        | 1931                        | 1948                        | 1953                        | 1961                        | 1971                        | 1981                        | 1991                        | 2001                        | 2011                        |
| 436                         | 491                         | 591                         | 776                         | 834                         | 941                         | 941                         | 928                         | 995                         | 1057                        | 945                         | 644                         | 511                         | 456                         | 468                         | 432                         |

### Попис1991.
На попису становништва 1991. године, насељено место Рачишће је имало 456 становника, следећег националног састава:
| Попис 1991.‍  | Попис 1991.‍  | Попис 1991.‍ | Попис 1991.‍ | Попис 1991.‍ |
| ------------ | ------------ | ----------- | ----------- | ----------- |
|              |              |             |             |             |
| Хрвати       | Хрвати       |             | 391         | 85,74%      |
| Југословени  | Југословени  |             | 9           | 1,97%       |
| Срби         | Срби         |             | 1           | 0,21%       |
| неопредељени | неопредељени |             | 14          | 3,07%       |
| регион. опр. | регион. опр. |             | 33          | 7,23%       |
| непознато    | непознато    |             | 8           | 1,75%       |
| укупно: 456  |              |             |             |             |

## Познатији мештани
- Иво Буратовић (1909—1971) — југословенски олимпијац, десетобојац